# Heurteauville
Heurteauville település Franciaországban, Seine-Maritime megyében. Lakosainak száma 287 fő (2022. január 1.). Heurteauville Le Landin, Jumièges, Arelaune-en-Seine, Le Trait és Yainville községekkel határos.

## Népesség
A település népességének változása:
| Lakosok száma | 337  | 318  | 315  | 310  | 304  | 299  | 293  | 290  | 287  |
|               | 2013 | 2015 | 2016 | 2017 | 2018 | 2019 | 2020 | 2021 | 2022 |